# Гетьманські грамоти Павла Скоропадського
Ге́тьманські гра́моти Павла́ Скоропа́дського — це акти державної влади Української Держави, що безпосередньо видавалися від імені гетьмана П. Скоропадського та відображали процеси, що відбувалися в означений історичний період.

## Грамоти

### Грамота до всього українського народу
Ключовою грамотою Гетьманщини (див. Гетьманський переворот 1918) була «Грамота до всього українського народу», яку проголосили 29 квітня 1918 року. У ній наголошувалося, що:
- влада в Україні переходить до гетьмана Павла Скоропадського;
- управління буде здійснюватися за посередництвом уряду — Ради міністрів Української Держави, що призначався гетьманом;
- оголошений розпуск Української Центральної Ради, земельних комітетів, скасування законів і розпоряджень попереднього українського уряду;
- відновлено права приватної власності, свобода торгівлі й підприємництва, купівлі й продажу землі.

Паралельно з ним був виданий «Законами про тимчасовий державний устрій України», який разом з грамотою 29 квітня заклав основи гетьманської влади в Україні 1918.

### Грамота Гетьмана Павла Скоропадського до українського народу з приводу півріччя існування Української Держави
Грамота 29 жовтня 1918 року видана гетьманом П. Скоропадським була вимушеним кроком, рекцією на політику, що провадила Українська Центральна Рада. Після урядової кризи була створена нова коаліційна Рада Міністрів за участі частини представників українських демократичних кіл. У Грамоті П. Скоропадський наголошував що: твердо стоятиме на ґрунті незалежності держави, закликав українську демократію до співробітництва у справі її розбудови, обіцяв прискорити проведення аграрної реформи та підготувати скликання українського сейму…

### Грамота Гетьмана Павла Скоропадського до всіх українських громадян та козаків
Грамота від 14 листопада 1918 була оголошена у зв'язку з призначенням нового уряду і декларувала новий зовнішньо-політичний курс Української Держави, спрямований на підтримку ідеї відродження єдиної Росії — небільшовицької, демократичної, побудованої на федеративних засадах, зі збереженням за Україною права на розвиток державності та національної самобутності. Проголошення цього курсу було зумовлене зовнішніми обставинами. 
В умовах неминучої поразки держав Четверного союзу в Першій світовій війні Україна шукала допомоги у держав Антанти. Остання підтримувала боротьбу антирадянських, антибільшовицьких сил, але хотіла бачити Росію єдиною державою, що й зумовило для України необхідність зміни зовнішньо-політичної лінії. Політична переорієнтація була спробою врятувати Україну від анархізму і більшовизму, але викликала обурення національно-демократичних сил, які одностайно підтримували повстання проти режиму гетьмана (див. Протигетьманське повстання 1918). Наслідком цього стало зречення Павла Скоропадського від влади, проголошене в грамоті, виданій 14 грудня 1918.